# Grand Prix USA 2007
Grand Prix USA
- XXXVI SAP United States Grand Prix
- 17. červen 2007
- Okruh Indianapolis
- 73 kol x 4,192 km = 306,016 km
- 775. Grand Prix
- 2. vítězství Lewis Hamiltona
- 152. vítězství pro McLaren
- 193. vítězství pro Velkou Británii
- 69. vítězství pro vůz se startovním číslem 2

## Výsledky

### Pořadí v cíli
| Pozice | Jezdec               | Vůz               | Čas                 |
| ------ | -------------------- | ----------------- | ------------------- |
| 1      | Lewis Hamilton       | McLaren MP4/22    | 1h31:09,965         |
| 2      | Fernando Alonso      | McLaren MP4/22    | á 0:01,518          |
| 3      | Felipe Massa         | Ferrari F2007     | á 0:12,842          |
| 4      | Kimi Räikkönen       | Ferrari F2007     | á 0:15,422          |
| 5      | Heikki Kovalainen    | Renault R27       | á 0:41,402          |
| 6      | Jarno Trulli         | Toyota TF106      | á 1:06,703          |
| 7      | Mark Webber          | Red Bull RB3      | á 1:07,331          |
| 8      | Sebastian Vettel     | BMW Sauber F1.07  | á 1:07,783          |
| 9      | Giancarlo Fisichella | Renault R27       | á 1 kolo            |
| 10     | Alexander Wurz       | Williams FW29     | á 1 kolo            |
| 11     | Anthony Davidson     | Super Aguri SA07  | á 1 kolo            |
| 12     | Jenson Button        | Honda RA107       | á 1 kolo            |
| 13     | Scott Speed          | Torro Rosso STR02 | á 2 kola            |
| 14     | Adrian Sutil         | Spyker F8-VII     | á 2 kola            |
| 15     | Christijan Albers    | Spyker F8-VII     | á 3 kola            |
| 16     | Nico Rosberg         | Williams FW29     | á 5 kol / motor     |
| 17     | Vitantonio Liuzzi    | Torro Rosso STR02 | á 5 kol / tlak vody |
| Kolo   | Odstoupili           | -                 | -                   |
| 55     | Nick Heidfeld        | BMW Sauber F1.07  | Převodovka          |
| 13     | Takuma Sató          | Super Aguri SA07  | Zapalování          |
| 0      | Ralf Schumacher      | Toyota TF107      | Nehoda              |
| 0      | Rubens Barrichello   | Honda RA107       | Nehoda              |
| 0      | David Coulthard      | Red Bull RB3      | Nehoda              |

### Nejrychlejší kolo
Kimi Räikkönen - Ferrari F2007- 1:13.117
- 21. nejrychlejší kolo Kimi Räikkönena
- 197. nejrychlejší kolo pro Ferrari
- 49. nejrychlejší kolo pro Finsko
- 73. nejrychlejší kolo pro vůz se startovním číslem 6

### Vedení v závodě
- 1.- 20. kolo Lewis Hamilton
- 21. kolo Fernando Alonso
- 22.- 26. kolo Heikki Kovalainen
- 27.- 50. kolo Lewis Hamilton
- 51. kolo Felipe Massa
- 52.- 73. kolo Lewis Hamilton

### Postavení na startu
Lewis Hamilton- McLaren MP4/22- 1:12.331
- 2. Pole position Lewis Hamiltona
- 128. Pole position pro McLaren
- 183. Pole position pro Velkou Británii
- 81. Pole position pro vůz se startovním číslem 2
- Modře startoval z boxu.
- Žlutě rozhodující čas pro postavení na startu.
- Červeně posunutí o deset míst na startu – výměna motoru

| *  | *                                     | *  | *                                     | Kvalifikace III.                      | Kvalifikace II.                       | Kvalifikace I.                        |
| -- | ------------------------------------- | -- | ------------------------------------- | ------------------------------------- | ------------------------------------- | ------------------------------------- |
| 1  | Lewis Hamilton McLaren 1'12.331       |    |                                       | Lewis Hamilton McLaren 1'12.331       | Fernando Alonso McLaren 1'11.926      | Fernando Alonso McLaren 1'12.416      |
|    |                                       | 2  | Fernando Alonso McLaren 1'12.500      | Fernando Alonso McLaren 1'12.500      | Lewis Hamilton McLaren 1'12.065       | Nick Heidfeld BMW 1'12.543            |
| 3  | Felipe Massa Ferrari 1'12.703         |    |                                       | Felipe Massa Ferrari 1'12.703         | Kimi Räikkönen Ferrari 1'12.111       | Lewis Hamilton McLaren 1'12.563       |
|    |                                       | 4  | Kimi Räikkönen Ferrari 1'12.839       | Kimi Räikkönen Ferrari 1'12.839       | Felipe Massa Ferrari 1'12.180         | Sebastian Vettel BMW 1'12.711         |
| 5  | Nick Heidfeld BMW 1'12.847            |    |                                       | Nick Heidfeld BMW 1'12.847            | Nick Heidfeld BMW 1'12.188            | Felipe Massa Ferrari 1'12.731         |
|    |                                       | 6  | Heikki Kovalainen Renault 1'13.308    | Heikki Kovalainen Renault 1'13.308    | Heikki Kovalainen Renault 1'12.599    | Kimi Räikkönen Ferrari 1'12.732       |
| 7  | Sebastian Vettel BMW 1'13.513         |    |                                       | Sebastian Vettel BMW 1'13.513         | Giancarlo Fisichella Renault 1'12.603 | Ralf Schumacher Toyota 1'12.851       |
|    |                                       | 8  | Jarno Trulli Toyota 1'13.789          | Jarno Trulli Toyota 1'13.789          | Sebastian Vettel BMW 1'12.644         | Heikki Kovalainen Renault 1'12.998    |
| 9  | Mark Webber Red Bull 1'13.871         |    |                                       | Mark Webber Red Bull 1'13.871         | Mark Webber Red Bull 1'12.788         | Nico Rosberg Williams 1'13.128        |
|    |                                       | 10 | Giancarlo Fisichella Renault 1'13.953 | Giancarlo Fisichella Renault 1'13.953 | Jarno Trulli Toyota 1'12.828          | Anthony Davidson Super Aguri 1'13.164 |
| 11 | David Coulthard Red Bull 1'12.873     |    |                                       |                                       | David Coulthard Red Bull 1'12.873     | Giancarlo Fisichella Renault 1'13.168 |
|    |                                       | 12 | Ralf Schumacher Toyota 1'12.920       |                                       | Ralf Schumacher Toyota 1'12.920       | Jarno Trulli Toyota 1'13.186          |
| 13 | Jenson Button Honda 1'12.998          |    |                                       |                                       | Jenson Button Honda 1'12.998          | Rubens Barrichello Honda 1'13.203     |
|    |                                       | 14 | Nico Rosberg Williams 1'13.060        |                                       | Nico Rosberg Williams 1'13.060        | Jenson Button Honda 1'13.306          |
| 15 | Rubens Barrichello Honda 1'13.201     |    |                                       |                                       | Rubens Barrichello Honda 1'13.201     | David Coulthard Red Bull 1'13.424     |
|    |                                       | 16 | Anthony Davidson Super Aguri 1'13.259 |                                       | Anthony Davidson Super Aguri 1'13.259 | Mark Webber Red Bull 1'13.425         |
| 17 | Alexander Wurz Williams 1'13.441      |    |                                       |                                       |                                       | Alexander Wurz Williams 1'13.441      |
|    |                                       | 18 | Takuma Sató Super Aguri 1'13.477      |                                       |                                       | Takuma Sató Super Aguri 1'13.477      |
| 19 | Vitantonio Liuzzi Toro Rosso 1'13.484 |    |                                       |                                       |                                       | Vitantonio Liuzzi Toro Rosso 1'13.484 |
|    |                                       | 20 | Scott Speed Toro Rosso 1'13.712       |                                       |                                       | Scott Speed Toro Rosso 1'13.712       |
| 21 | Adrian Sutil Spyker 1'14.122          |    |                                       |                                       |                                       | Adrian Sutil Spyker 1'14.122          |
|    |                                       | 22 | Christijan Albers Spyker 1'14.597     |                                       |                                       | Christijan Albers Spyker 1'14.597     |

### Sobotní tréninky
| 1  | Fernando Alonso McLaren 1:12.150      | 2  | Sebastian Vettel BMW 1:12.321         |
| 3  | Lewis Hamilton McLaren 1:12.378       | 4  | Heikki Kovalainen Renault 1:12.574    |
| 5  | Nick Heidfeld BMW 1:12.646            | 6  | Kimi Räikkönen Ferrari 1:12.692       |
| 7  | Felipe Massa Ferrari 1:12.709         | 8  | Giancarlo Fisichella Renault 1:12.710 |
| 9  | David Coulthard Red Bull 1:12.940     | 10 | Nico Rosberg Williams 1:13.031        |
| 11 | Jarno Trulli Toyota 1:13.057          | 12 | Ralf Schumacher Toyota 1:13.061       |
| 13 | Anthony Davidson Super Aguri 1:13.069 | 14 | Mark Webber Red Bull 1:13.289         |
| 15 | Jenson Button Honda 1:13.318          | 16 | Vitantonio Liuzzi Toro Rosso 1:13.415 |
| 17 | Takuma Sató Super Aguri 1:13.476      | 18 | Rubens Barrichello Honda 1:13.573     |
| 19 | Alexander Wurz Williams 1:13.626      | 20 | Scott Speed Toro Rosso 1:13.979       |
| 21 | Adrian Sutil Spyker 1:14.142          | 22 | Christijan Albers Spyker 1:14.402     |

### Páteční tréninky
| *  | I. Trénink                            | *  | II. Trénink                           |
| -- | ------------------------------------- | -- | ------------------------------------- |
| 1  | Fernando Alonso McLaren 1:11.925      | 1  | Fernando Alonso McLaren 1:12.156      |
| 2  | Nick Heidfeld BMW 1:12.391            | 2  | Lewis Hamilton McLaren 1:12.309       |
| 3  | Lewis Hamilton McLaren 1:12.628       | 3  | Felipe Massa Ferrari 1:12.435         |
| 4  | Sebastian Vettel BMW 1:12.869         | 4  | Kimi Räikkönen Ferrari 1:12.587       |
| 5  | Kimi Räikkönen Ferrari 1:12.966       | 5  | Nick Heidfeld BMW 1:13.026            |
| 6  | Nico Rosberg Williams 1:13.020        | 6  | David Coulthard Red Bull 1:13.042     |
| 7  | Felipe Massa Ferrari 1:13.040         | 7  | Nico Rosberg Williams 1:13.057        |
| 8  | David Coulthard Red Bull 1:13.159     | 8  | Heikki Kovalainen Renault 1:13.110    |
| 9  | Jenson Button Honda 1:13.597          | 9  | Rubens Barrichello Honda 1:13.144     |
| 10 | Mark Webber Red Bull 1:13.682         | 10 | Jenson Button Honda 1:13.202          |
| 11 | Jarno Trulli Toyota 1:13.777          | 11 | Sebastian Vettel BMW 1:13.217         |
| 12 | Kazuki Nakadžima Williams 1:13.786    | 12 | Mark Webber Red Bull 1:13.263         |
| 13 | Ralf Schumacher Toyota 1:13.819       | 13 | Vitantonio Liuzzi Toro Rosso 1:13.332 |
| 14 | Vitantonio Liuzzi Toro Rosso 1:13.907 | 14 | Anthony Davidson Super Aguri 1:13.364 |
| 15 | Scott Speed Toro Rosso 1:13.990       | 15 | Giancarlo Fisichella Renault 1:13.394 |
| 16 | Giancarlo Fisichella Renault 1:14.000 | 16 | Alexander Wurz Williams 1:13.539      |
| 17 | Takuma Sató Super Aguri 1:14.037      | 17 | Jarno Trulli Toyota 1:13.692          |
| 18 | Rubens Barrichello Honda 1:14.052     | 18 | Scott Speed Toro Rosso 1:13.712       |
| 19 | Heikki Kovalainen Renault 1:14.189    | 19 | Takuma Sató Super Aguri 1:13.753      |
| 20 | Anthony Davidson Super Aguri 1:14.632 | 20 | Ralf Schumacher Toyota 1:13.765       |
| 21 | Christijan Albers Spyker 1:14.636     | 21 | Christijan Albers Spyker 1:14.225     |
| 22 | Adrian Sutil Spyker 1:14.810          | 22 | Adrian Sutil Spyker 1:14.513          |

### Zajímavosti
- 7. podium v řadě za sebou pro Hamiltona
- Heikki Kovalainen poprvé ve vedení GP
- Sebastian Vettel nejmladším pilotem na bodech
- 10 GP pro Anthony Davidsona
- 25 GP pro Nico Rosberg a Scott Speeda

| Pole position      | Vítězství          | Nej. kolo      |
| Spojené království | Spojené království | Finsko         |
| Lewis Hamilton     | Lewis Hamilton     | Kimi Räikkönen |
| McLaren MP4/22     | McLaren MP4/22     | Ferrari F2007  |
| 1'12.331           | 1:31'09.965        | 1'13.117       |
| 208.641 km/h       | 201.401 km/h       | 206.398 km/h   |
| ------------------ | ------------------ | -------------- |

### Stav MS
| *  | Jezdec               | Body |
| -- | -------------------- | ---- |
| 1  | Lewis Hamilton       | 58   |
| 2  | Fernando Alonso      | 48   |
| 3  | Felipe Massa         | 39   |
| 4  | Kimi Räikkönen       | 32   |
| 5  | Nick Heidfeld        | 26   |
| 6  | Giancarlo Fisichella | 13   |
| 7  | Robert Kubica        | 12   |
| 8  | Heikki Kovalainen    | 12   |
| 9  | Alexander Wurz       | 8    |
| 10 | Jarno Trulli         | 7    |
| 11 | Nico Rosberg         | 5    |
| 12 | David Coulthard      | 4    |
| 13 | Takuma Sató          | 4    |
| 14 | Ralf Schumacher      | 2    |
| 15 | Mark Webber          | 2    |
| 16 | Sebastian Vettel     | 1    |

| * | Vůz         | Body |
| - | ----------- | ---- |
| 1 | McLaren     | 106  |
| 2 | Ferrari     | 71   |
| 3 | BMW         | 39   |
| 4 | Renault     | 25   |
| 5 | Williams    | 13   |
| 6 | Toyota      | 9    |
| 7 | Red Bull    | 6    |
| 8 | Super Aguri | 4    |

| *  | Stát           | Body |
| -- | -------------- | ---- |
| 1  | Velká Británie | 62   |
| 2  | Španělsko      | 48   |
| 3  | Finsko         | 44   |
| 4  | Brazílie       | 39   |
| 5  | Německo        | 34   |
| 6  | Itálie         | 20   |
| 7  | Polsko         | 12   |
| 8  | Rakousko       | 10   |
| 9  | Japonsko       | 4    |
| 10 | Austrálie      | 2    |